# Není co závidět
Není co závidět: Obyčejné životy v Severní Koreji (Nothing to Envy, Real Lives in North Korea) je kniha americké novinářky Barbary Demickové z roku 2009. Kniha zachycuje skutečné příběhy několika severokorejských uprchlíků. Popisuje jejich život v KLDR, rodinné zázemí a motivy, které je postupně dovedly až k nebezpečnému útěku do Číny a poté do Jižní Koreje. Roku 2010 kniha obdržela cenu Samuela Johnsona udělovanou BBC. V roce 2014 vyšla česky v překladu Evy Lee v nakladatelství Kniha Zlín. 

## Vznik knihy
Barbara Demicková, tehdejší zpravodajka deníku Los Angeles Times v Soulu, napsala knihu na základě svých rozhovorů, které vedla s mnoha emigranty ze Severní Koreje. Demicková vycházela ze série svých článků, ve kterých se zaměřila na uprchlíky z jednoho místa v KLDR, aby mohla lépe ověřovat fakta, která jsou přes neprostupnou hranici těžce kontrolovatelná. Zvolila si k rozhovorům emigranty z průmyslového města Čchongdžin v odlehlé severní části KLDR. Čchongdžin je třetí největší město KLDR a bylo podobně jako další místa v zemi postiženo hladomorem v 90. letech 20. století. Je také téměř uzavřené pro cizince. Získané informace dále ověřovala z otevřených zdrojů. 

## Obsah
Na pozadí vývoje severokorejské společnosti v posledních desetiletích popisuje osudy šesti Severokorejců: učitelky v mateřské školce Mi-ran a jejího nápadníka, studenta Jun-Sanga, mladé lékařky Kim, prorežimní funkcionářky, paní Song a její dcery Oak-hee a mladého utečence z dětského domova Kim Hyucka. Jména některých osob byla s ohledem na bezpečnost příbuzných v KLDR změněna.

## Film
Režisér Andy Glynne připravuje podle knihy animovaný film s animacemi Salvadora Maldonada.